# Bandiera Rossa (movimento)

Partigiani di Bandiera Rossa festeggiano la liberazione di Roma nel giugno 1944; si nota la fascia al braccio con falce e martello, che era di colore rosso

Bandiera Rossa fu un partito politico nonché una brigata partigiana rivoluzionaria che operò durante la Resistenza nella zona di Roma. La denominazione ufficiale era Movimento Comunista d'Italia (MCd'I), ma fu universalmente conosciuto con il titolo del suo giornale, Bandiera Rossa, che ebbe ampia diffusione clandestina durante l'occupazione tedesca. Fu la più grande forza partigiana nella Roma occupata, con una base di circa tremila militanti, in massima parte dislocati nelle borgate della capitale. Fu anche quella che ebbe il maggior numero di caduti: più di 180, di cui più di 50 nell'eccidio delle Fosse Ardeatine.
D'ispirazione marxista e leninista, questa organizzazione non condivideva la linea del Partito Comunista Italiano, di cui non accettava né la politica di unità nazionale con i partiti antifascisti borghesi, né la mancanza di democrazia all'interno del partito. Bandiera Rossa concepiva la lotta antifascista come un prologo immediato della rivoluzione comunista, e riteneva pertanto che il proletariato dovesse partecipare alla Resistenza mantenendo sempre la propria autonomia e perseguendo i propri interessi di classe.
Tacciata di "trotskismo" e per questo attivamente contrastata dal PCI, Bandiera Rossa (a differenza delle forze di ispirazione realmente trotskista o bordighista), durante tutto il periodo della Resistenza, continuò a identificare l'Unione Sovietica di Stalin con la tradizione rivoluzionaria marxista; tuttavia ritenne (erroneamente) che la linea di unità nazionale, seguita allora dal PCI, non avesse l'approvazione dello stesso Stalin. All'interno del movimento vi era una grande varietà di posizioni riguardo all'URSS e al futuro dell'Italia del dopoguerra.
Dopo la liberazione di Roma l'ostilità da parte del PCI, la repressione da parte delle autorità e la mancanza di una linea politica adeguata alla nuova situazione postbellica causarono il rapido declino del MCd'I, che prima del 1950 cessò completamente di esistere.

## Le origini
Fra il 1935 e il 1941 fu attivo a Roma un piccolo gruppo di antifascisti di idee comuniste: fra i suoi componenti vi erano Raffaele De Luca (anziano avvocato di origine calabrese, ex anarchico, era stato nel 1921 amministratore comunale socialista del comune di Paola), Francesco Cretara, Orfeo Mucci, Filiberto Sbardella, Pietro Battara, Ezio Villani, Libero Vallieri, Agostino Raponi e Aladino Govoni. In questo periodo la sola attività del gruppo consisteva nell'incontrarsi, discutere di politica, scambiarsi libri, ascoltare le radio estere e leggere vecchie copie di periodici di sinistra anteriori all'avvento del regime fascista oppure L'Osservatore Romano (in quel periodo il solo quotidiano stampato legalmente in Italia non soggetto alla censura del regime). L'unica donna del gruppo era Anna-Maria Enriques, di orientamento cristiano-sociale, che era stata licenziata nel 1938 dal suo impiego pubblico perché di origine ebraica.
Progressivamente l'influenza di questo gruppo si estese, fino a creare cellule in alcune aziende e in alcune borgate. A questo punto si decise di creare un'organizzazione vera e propria, denominata Scintilla e dotata di un organo di stampa con lo stesso nome (ispirato alla Iskra di Lenin). Tra i fondatori anche il perseguitato politico Angelo Costanzi, poi partigiano e deportato a Mauthausen, dove morì.
L'ambizione del gruppo era quella di ricostituire a Roma il Partito Comunista Italiano. Gli uomini di Scintilla avevano contatti con un altro gruppo comunista (di cui facevano parte, fra gli altri, Mario Alicata, Pietro Ingrao, Aldo Natoli, Lucio Lombardo Radice), ma ignoravano che questo gruppo aveva già ottenuto il riconoscimento ufficiale da parte del centro estero del PCI. Fra i motivi della mancata unificazione di questi due gruppi si possono annoverare alcune divergenze politiche (un opuscolo pubblicato prima della fine del '42 mostra che Scintilla non era pienamente allineata con la teoria staliniana del "socialismo in un solo paese") e una certa disomogeneità di composizione sociale (gli esponenti di Scintilla erano perlopiù di estrazione sociale operaia o artigiana, mentre il gruppo di Alicata e Ingrao era composto da studenti universitari benestanti).
Un altro fattore che impedì l'unificazione fu costituito dalle reciproche diffidenze personali: gli esponenti di Scintilla diffidavano degli studenti (come Alicata e Ingrao) che operavano clandestinamente all'interno delle organizzazioni universitarie fasciste; a loro volta gli esponenti del PCI romano diffidavano di chi, ai loro occhi, sembrava muovere da posizioni di tipo trotskista. Secondo lo storico Silverio Corvisieri, tali diffidenze sarebbero state superate sul piano personale (mentre restarono tesi i rapporti politici) allorché, dopo le retate del dicembre 1942, quasi tutto il gruppo dirigente di Scintilla e molti esponenti del PCI romano si ritrovarono insieme in carcere. Invece, secondo lo storico inglese David Broder, l'ondata di arresti del dicembre 1942 non avrebbe fatto altro che acuire i sospetti reciproci fra PCI e Scintilla.
Del periodico Scintilla uscirono, a quanto pare, due numeri, uno a giugno e uno a ottobre del 1942, entrambi scritti a mano e ciclostilati. Nel 1942 esso fu l'unica pubblicazione di orientamento comunista ad apparire a Roma.

## Genesi e struttura

### Fondazione
Il MCd'I fu fondato dopo la caduta del fascismo, nella seconda metà di agosto del 1943, partendo dal gruppo di Scintilla cui si erano aggregati dapprima piccoli nuclei di socialisti e di comunisti, ed al quale in seguito si aggregò un gruppo più consistente, organizzato dal vecchio militante comunista Antonino Poce nel popolare rione di Ponte.
Poce (che era stato espulso dal PCI nel 1928, mentre si trovava al confino a Ponza, per essersi rifiutato di condividere la condanna ufficiale pronunciata dal partito contro Amadeo Bordiga e contro Trockij) cercò, dopo il luglio 1943, di rientrare nel PCI, ma venne respinto; si aggregò allora al costituendo MCd'I.
Altri gruppi che confluirono con Scintilla furono quello capeggiato da Salvatore Riso (attivo nelle zone sud e est della capitale); quello organizzato da Ezio Lombardi (anch'egli, come Poce, ex membro del PCI); e quello del giornalista Ezio Malatesta (un antifascista che aveva contatti con Carlo Andreoni e con i socialisti di sinistra), gruppo che agiva nella zona nord di Roma e nel Lazio e che pervenne al MCd'I per il tramite del giovane socialista Filiberto Sbardella. Il costituendo MCd'I poté avvalersi poi dell'apporto di consistenti cellule di comunisti attive in alcuni settori del pubblico impiego, fra i lavoratori delle poste, dell'Istituto centrale di statistica, dei Vigili del fuoco, della radio e dell'Anagrafe.
Del costituendo MCd'I entrò anche a far parte l'intellettuale ex fascista Felice Chilanti, che aveva fatto parte nel 1941 di un gruppo di fascisti movimentisti ed era stato arrestato e mandato al confino a Lipari per il suo coinvolgimento in un complotto per uccidere Galeazzo Ciano. Al ritorno da Lipari (dove aveva tentato senza successo di entrare nel PCI), Chilanti si avvicinò al gruppo di Bandiera Rossa e, date le sue competenze giornalistiche, divenne uno dei principali redattori del giornale omonimo.
La riunione fondativa si tenne nella seconda metà di agosto del 1943.

### Organizzazione
Dopo l'occupazione tedesca di Roma, più precisamente nei primi giorni di ottobre, fu messo alla testa del movimento un comitato esecutivo composto da sedici membri: Aladino Govoni, Matteo Matteotti, Giuseppe Palmidoro, Raffaele De Luca, Salvatore Riso, Filiberto Sbardella, Franco Bucciano, Ezio Lombardi, Francesco Cretara, Gabriele Pappalardo, Branko Bitler, Roberto Guzzo, Ezio Malatesta, Carlo Merli, Rolando Paolorossi e Gino Rossi. Nei mesi successivi sette di questi furono fucilati dai tedeschi e uno (Paolorossi) deportato in Germania; essi furono in parte sostituiti da Antonio Poce, Pietro Battara, Riccardo Cecchelin, Orfeo Mucci e Gino Paris. Nel febbraio 1944 Matteotti, su «pressante richiesta» di Pietro Nenni, lasciò il movimento per aderire al PSIUP.

Da sinistra: Orfeo Mucci, Antonino Poce, Francesco Cretara

Il movimento si dotò di due comandi militari:
- il comando delle "bande esterne", da cui dipendevano vari gruppi partigiani nel Lazio, in Umbria e nel sud della Toscana, formati da comunisti e/o soldati del Regio Esercito sbandatisi dopo l'8 settembre 1943; questo comando fu retto da Ezio Malatesta e Filiberto Sbardella;
- il comando delle "bande interne" che operavano nella città di Roma, retto da Aladino Govoni e Antonio Poce. Roma fu a sua volta suddivisa in sei zone, ciascuna delle quali aveva un proprio comando, i cui comandanti si riunivano nel comitato cittadino[20].

Furono inoltre costituiti:
- un comitato per la stampa e la propaganda, che si occupava fra l'altro di redigere e stampare Bandiera Rossa, il periodico del movimento; i membri più attivi furono Francesco Cretara, Filiberto Sbardella, e Felice Chilanti.
- un comitato assistenza e finanziamento il cui direttore era Gabriele Pappalardo;
- un comitato "servizi tecnici", che produceva documenti falsi non solo a favore del MCd'I ma anche degli altri gruppi partigiani;
- varie "bande speciali", che operavano clandestinamente fra dipendenti dell'Anagrafe, postelegrafonici, vigili del fuoco, ferrovieri e altri pubblici impiegati, direttamente collegate all'Esecutivo[21].

Lo storico Silverio Corvisieri osserva criticamente che «non si andò tanto per il sottile nell'accettare le adesioni. Poterono così infiltrarsi nel movimento – come del resto in tutti gli altri partiti – vere e proprie spie fasciste, alcuni avventurieri ed anche elementi equivoci. Si trattò evidentemente di un'infima minoranza che però poté fare molti danni al M.C.d'I. sia attraverso le delazioni ai nazisti e sia con azioni che furono utilizzate dagli avversari del movimento per screditarlo». Corvisieri aggiunge tuttavia che «il grosso [...] era costituito da autentici comunisti, da operai, artigiani, popolani ardenti e disposti a qualsiasi sacrificio».
Il MCd'I svolse gran parte della sua opera di orientamento politico attraverso il suo giornale clandestino, Bandiera Rossa, che ebbe una notevole diffusione; lo stesso movimento divenne principalmente noto col nome del giornale. Secondo Felice Chilanti un numero del giornale raggiunse la tiratura di 12 000 copie; una relazione dello stesso Chilanti, datata 12 aprile 1944, menziona un accordo con un tipografo per stampare 5 000 copie a numero del periodico. Il giornale era redatto principalmente da Chilanti e Cretara. Il primo numero uscì il 5 ottobre 1943; ne furono pubblicati sette numeri fino a quello del 27 dicembre 1943, ma dopo tale data, e fino alla liberazione di Roma nel giugno 1944, riapparve solo con tre o quattro numeri, a causa di difficoltà finanziarie e perché la tipografia clandestina era stata scoperta dai nazifascisti. Nella succitata relazione Chilanti lamenta anche un probabile «sabotaggio» da parte del PCI, che avrebbe fatto pressione su stampatori e tipografi per ostacolare l'uscita del periodico. Nei primi mesi del 1944 l'assenza del giornale fu parzialmente surrogata con l'uscita di un bollettino in formato ridotto, denominato DR (disposizioni rivoluzionarie).
Il movimento si dotò anche di un'organizzazione giovanile, denominata COBA (in onore al nomignolo a suo tempo assunto dal giovane Stalin); in essa militavano molte staffette di età compresa fra sette e quattordici anni (fra cui molte ragazzine), con il compito di trasportare cibo, armi e documentazione propagandistica attraverso la Roma occupata, senza destare sospetti nei tedeschi. Lo statuto della COBA fu redatto dallo scrittore Guido Piovene. In tale organizzazione militò anche Gloria Chilanti, figlia adolescente di Felice, che nel dopoguerra pubblicò un diario della sua esperienza partigiana.
Benché, sin dal primo numero del suo periodico, Bandiera Rossa si autoproclamasse come un movimento regolarmente disciplinato, in realtà l'organizzazione non fu mai molto rigida e fu basata più che altro su piccoli gruppi tenuti insieme dal prestigio e dall'iniziativa dei leader locali. Di fatto il solo elemento efficacemente centralizzato del MCd'I fu la sua stampa.

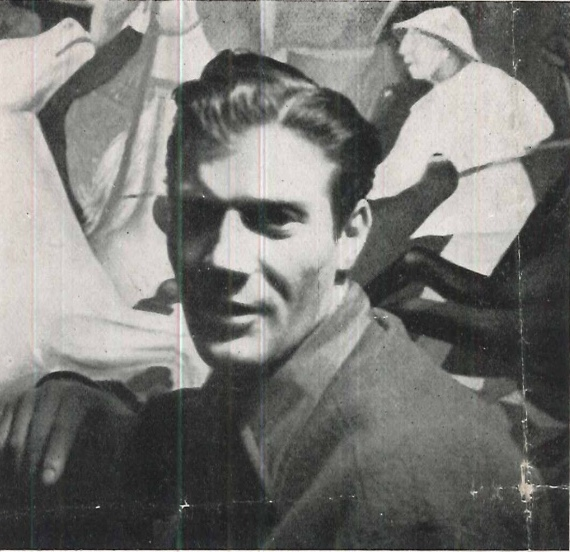
Filiberto Sbardella - comandante della formazione partigiana romana Bandiera Rossa

A partire dal novembre 1943 il movimento istituì una scuola di marxismo clandestina per i suoi militanti, la cosiddetta "Grotta rossa", dotata anche di una sua biblioteca, politicamente eclettica, che comprendeva, fra gli altri, testi di Bucharin e Preobraženskij, Lenin, Enrico Malatesta, Marx, Robert Michels e Trockij. Questa varietà di testi è di per sé un indice dell'estraneità del MCd'I alla ortodossia stalinista.

## Lotta partigiana e prime polemiche con il PCI

### Contesto storico
Subito dopo l'8 settembre 1943 i tedeschi occuparono rapidamente Roma e vi stabilirono un duro regime poliziesco, caratterizzato da un «atteggiamento aggressivo e persecutorio» verso la cittadinanza, acuito dalla «pressoché totale mancanza di solidarietà e collaborazione da parte dei romani» nei confronti degli occupanti. I principali partiti antifascisti costituirono il Comitato di liberazione nazionale, composto da Partito Comunista Italiano (PCI), Partito Socialista Italiano di Unità Proletaria (PSIUP), Partito d'Azione (PdA), Democrazia Cristiana (DC), Partito Liberale Italiano (PLI) e Democrazia del Lavoro (DL); il CLN si dotò in ottobre di una giunta militare con il compito di dirigere la resistenza sul piano cittadino. Al di fuori del CLN operarono il Fronte militare clandestino (in diretta rappresentanza del governo Badoglio),  alcune piccole formazioni politiche come i cattolici comunisti di Franco Rodano e, numericamente più importante, il MCd'I. L'intera resistenza romana non ebbe, nel complesso, dimensioni pari a quella che si sviluppò nelle città del Nord Italia: in tutta Roma e provincia furono riconosciuti alla fine della guerra circa 6200 partigiani combattenti.

### La lotta partigiana da settembre a dicembre 1943

Tessera del Movimento Comunista d'Italia

Nonostante nel dopoguerra alcuni ex dirigenti abbiano dichiarato il contrario, non vi è traccia di attività armata del gruppo prima dell'8 settembre 1943; solo a partire da tale data lo sbandamento del Regio Esercito permise a Bandiera Rossa di raccogliere a sé alcuni ex soldati e di acquisire un certo numero di armi. Molti esponenti del MCd'I (secondo Corvisieri alcune centinaia) parteciparono agli scontri con le truppe di occupazione tedesche che si svolsero a Roma fra l'8 e il 10 settembre; fra di essi Aladino Govoni e il sedicenne Antonio Calvani, caduto.
Negli ultimi mesi del 1943 si stabilizzò una suddivisione geografica di fatto fra la zona di operazioni partigiane del MCd'I (localizzata prevalentemente in periferia e nelle borgate, dove Bandiera Rossa tentò di creare un'organizzazione di massa) e quella del PCI (localizzata nel centro della città, dove, nella più stretta clandestinità, operavano i GAP). Vi furono comunque alcune sovrapposizioni e alcuni casi di doppia militanza: ad esempio Umberto Scattoni, fino al suo arresto nel gennaio 1944, era membro di entrambe le organizzazioni.
Secondo David Broder, si può scorgere una difformità fra l'intransigenza politica professata dal MCd'I e la collaborazione che di fatto intercorse fra i partigiani di Bandiera Rossa e quelli di altre formazioni, anche politicamente lontane: non solo con membri isolati del PCI o del Partito socialista, ma anche con forze legate al mondo della criminalità e della malavita, come la banda guidata da Giuseppe Albano, la cui collaborazione poteva essere utile per procurarsi armi o carburante. Allo stesso modo il movimento cercò la collaborazione di medici o di preti cattolici allo scopo di cercare rifugio per prigionieri di guerra alleati evasi dalla prigionia o per renitenti alla leva della Repubblica Sociale Italiana.
Il 20 ottobre 1943 un gruppo di partigiani del MCd'I tentò di fare incursione nel Forte Tiburtina (allora una caserma abbandonata dal Regio Esercito) allo scopo di trovarvi cibo e munizioni. Ma la caserma era presidiata da una divisione di SS. Catturati dai tedeschi e processati sommariamente, nove partigiani furono condannati a morte e dieci alla deportazione; assieme ai partigiani i tedeschi fucilarono anche un giovane del tutto estraneo ai fatti, arrestato mentre passava per caso in bicicletta. Noto come l'eccidio di Pietralata, questo fu, a Roma, uno dei primi esempi delle rappresaglie indiscriminate che i tedeschi utilizzavano come arma per debellare la Resistenza.
Il 24 ottobre 1943 settanta prigionieri di guerra russi evasero dal campo di Monterotondo, in un'azione organizzata dal PCI; quest'ultimo chiese e ottenne la collaborazione del MCd'I per trovare rifugio e sostentamento per gli evasi. Per vari mesi, nei quartieri Trionfale, Monte Mario e nella borgata Valle dell'Inferno, si ebbe una collaborazione tra PCI e Bandiera Rossa; gli esponenti del MCd'I facevano parte del locale CLN (che, in quella zona, era composto solo da esponenti dei partiti di sinistra) ed erano ivi rappresentati da Romolo Jacopini.
Nella zona dell'Esquilino il PCI fu aiutato da esponenti del MCd'I a raccogliere fondi e a distribuire volantini. In alcune occasioni i GAP comunisti ricevettero armi ed esplosivi da parte di Bandiera Rossa. Il MCd'I, dopo l'arresto del gappista comunista Valerio Fiorentini, aiutò a sgomberare di armi e munizioni la casa di quest'ultimo.
Il movimento si servì della sua "Grotta rossa" non solo come scuola di marxismo, ma anche come centro di pianificazione militare. Nel novembre 1943 Ezio Malatesta vi stabilì una comunicazione radio con la Quinta armata americana, alla quale fornì informazioni sulla dislocazione delle truppe tedesche nelle aree rurali a nord di Roma.
Il 6 dicembre 1943, alle 18, in una spettacolare azione dimostrativa diretta da Antonio Poce, i partigiani di Bandiera Rossa lanciarono alcune migliaia di volantini di propaganda in tutti i 120 cinema di Roma.
Quest'ultima azione condusse però a una serie di arresti da parte dei nazifascisti, che falcidiarono soprattutto il gruppo capeggiato da Malatesta e Jacopini (nel quale, secondo Corvisieri, è molto probabile che si fossero infiltrate delle spie). Furono arrestati lo stesso Jacopini, Augusto Parodi, Ricciotti De Lellis, Amerigo Onofri, Quirino Sbardella, Carlo Merli, Ottavio Cerulli, Gino Rossi, Ettore Arena, Filiberto Zolito, Benvenuto Badiali, Herta Katerina Habernig, Branko Bitler e Italo Nepulanti. Non facenti parte del gruppo di Malatesta, furono anche arrestati Raffaele De Luca e Augusto Latini.
Per reagire a questi arresti si tenne il 16 dicembre una riunione dei comitati di zona del MCd'I, in cui si discusse di come ristabilire i collegamenti con le bande esterne (scompaginati dall'arresto di Malatesta) e si deliberò di intensificare sia le azioni di sabotaggio, sia le controrappresaglie ai danni di fascisti e nazisti.

### Le divergenze fra PCI e Bandiera Rossa
Nell'ottobre del 1943 ebbero luogo due riunioni clandestine fra esponenti del MCd'I ed esponenti del PCI romano, per saggiare le possibilità di unificare le due organizzazioni. La prima riunione si svolse il 15 ottobre, con la presenza, per il PCI, di Antonello Trombadori; si concluse con uno scontro assai acceso. La seconda riunione, il 20 ottobre, vide la presenza di Cesare Massini e Grifone per il PCI, Govoni, Pappalardo, Cecchelin e Guzzo per il MCd'I; anche questa riunione finì ai ferri corti, sancendo il disaccordo fra i due gruppi.
Il dissenso principale verteva sulle modalità e sugli scopi della partecipazione alla lotta antifascista. Il MCd'I rimproverava al PCI di aver abbandonato l'obiettivo della rivoluzione proletaria e di aver intrapreso (entrando nel CLN) una politica di collaborazione di classe con i partiti borghesi; dal canto suo, il PCI accusava il MCd'I di estremismo avventurista e sospettava che l'insistere di quel movimento su esigenze di democrazia interna di partito mascherasse intenzioni scissionistiche e fosse indice di atteggiamenti di ostilità contro il PCI di matrice trotskista.
L'editoriale del primo numero di Bandiera Rossa, datato 5 ottobre 1943, esprime il proposito di curare «il collegamento tra comunisti di tutte le regioni per raggiungere, su base marxista, l'unificazione di tutte le forze proletarie, e la costituzione di un unico grande partito di democrazia operaia». Nel secondo numero del periodico vengono precisati alcuni punti programmatici richiesti dal MCd'I per la costituzione dell'auspicato partito comunista unificato: esso «deve essere organizzato secondo i principi della democrazia operaia», in quanto «in un partito comunista non organizzato democraticamente, la volontà del proletariato non può che rimanere soffocata dal burocratismo di partito, con la conseguenza di un completo svuotamento di contenuti del partito stesso; [...] l'organizzazione democratica del partito comunista è l'unica garante che, dopo l'instaurazione della società socialista, il proletario sarà il vero detentore del potere, e non una minoranza che ne eserciti la dittatura a nome di esso». A proposito dei rapporti con gli altri partiti antifascisti, si esprime l'esigenza che «il collaborazionismo del P.C. non arrivi al transazionismo opportunistico, che noi abbiamo sempre rimproverato alla socialdemocrazia».
Secondo Corvisieri, il MCd'I poneva due principi pregiudiziali all'unificazione col PCI, ossia la democrazia interna nel partito e «una partecipazione alla lotta antifascista improntata agli interessi di classe». Nel primo numero di Bandiera Rossa si esprimeva inoltre la contrarietà alla collaborazione dei comunisti con il governo Badoglio.
Dagli articoli pubblicati su Bandiera Rossa non emerge una valutazione univoca a proposito dell'Unione Sovietica e del suo modello di socialismo. Secondo Corvisieri, negli «articoli direttamente dedicati all'U.R.S.S. si coglie un'altalena di posizioni, un'oscillazione continua dalle posizioni dei filostalinisti a quelle dei filotrotskisti passando per la teoria "giustificazionista" che cercava di salvare capra e cavoli spiegando come il modello realizzato dell'U.R.S.S. fosse stato un portato della necessità storica ma anche una esperienza particolare e non tale da costituire, perciò, un modello da imitare in tutti i paesi». Sempre per Corvisieri, in realtà «nel movimento confluivano diversi giudizi sull'U.R.S.S. e [...] tale convivenza era resa possibile dalla convinzione unanime che, per fare la rivoluzione in Italia, la solidarietà con il paese dei Soviet doveva essere accompagnata da una piena autonomia».
Come osserva Corvisieri, «il proclamarsi comunisti dissidenti, il rivendicare più democrazia di partito, l'opporsi alla politica di unità nazionale e l'assumere un atteggiamento improntato a problematicità nei confronti dell'U.R.S.S. non potevano non suscitare la netta opposizione del P.C.I. E la polemica pubblica non tarderà ad esplodere anche se, inizialmente, essa manterrà un tono dignitoso».
Un'ulteriore divergenza, di carattere pratico, tra le formazioni partigiane dei due partiti concerneva le attività illecite. Mentre gli uomini di Bandiera Rossa praticavano abitualmente il saccheggio delle abitazioni dei benestanti, i gappisti del PCI erano divisi sulla questione tra chi sosteneva che anche il loro partito avrebbe dovuto «incitare i compagni a saccheggiare le case degli abbienti» e chi, come Franco Calamandrei, giudicava segno di «infantilismo» la posizione di Bandiera Rossa.

### Atteggiamento del PCI a livello nazionale

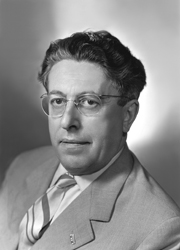
Il dirigente del PCI Pietro Secchia

All'epoca il PCI avversava fortemente i gruppi che si collocavano alla sua sinistra (specialmente quelli trotskisti o bordighisti o comunque ritenuti tali dal PCI medesimo). In un articolo intitolato Il «sinistrismo» maschera della Gestapo, pubblicato sul periodico La nostra lotta nel dicembre 1943, il dirigente comunista Pietro Secchia aveva condannato con toni brutali il gruppo dissidente torinese Stella Rossa (nato da una scissione del PCI) accusandolo di nascondere «sotto la maschera del sinistrismo, il bieco, sanguinario volto del nazifascismo» e di essere «sulla via della Gestapo».
Nel gennaio 1944 l'edizione meridionale dell'Unità descrisse i gruppi dissidenti come quinta colonna del nazismo e del fascismo invocandone la distruzione:
La lotta contro questi individui non deve conoscere tregua. Siamo vigilanti, scopriamo le loro mene, individuiamo questi traditori anche se essi sono riusciti a camuffarsi e ad infiltrarsi nelle nostre file. Ognuno di noi deve fare il massimo sforzo in questa direzione prendendo ad esempio quanto hanno fatto i compagni russi nella loro lotta per l'annientamento del trotskismo.
Smascherando e colpendo gli agenti del nemico nel nostro Partito, nei Sindacati e dovunque essi si sono annidati, noi non faremo soltanto un'opera di indispensabile epurazione ma contribuiremo efficacemente allo sterminio della V colonna hitleriana e mussoliniana nel nostro paese.»

### Le polemiche a Roma fra ottobre e novembre del 1943
Secondo Corvisieri, se «si paragona il tono dell'Unità romana nei confronti del M.C.d'I. a quello che Secchia usava ne La nostra lotta contro Stella Rossa si può costatare una differenza notevole: il primo è perentorio ma ancorato alle osservazioni e alle critiche dell'avversario, il secondo, invece, è mistificatorio e calunnioso. Questa diversità, a parte le questioni di temperamento, è probabilmente dovuta alla forza che il M.C.d'I. stava dimostrando di possedere a Roma e alla influenza che esercitava all'interno dello stesso P.C.I.».
Una prima presa di distanza ufficiale del PCI da Bandiera Rossa apparve con un trafiletto intitolato Equivoco da chiarire, sull'edizione romana de l'Unità appena cinque giorni dopo l'uscita del primo numero del periodico del MCd'I:
Dopo il fallimento delle trattative di unificazione fra i due gruppi, Bandiera Rossa rispose al corsivo de l'Unità ribadendo le sue critiche alla mancanza di democrazia interna nel PCI e insinuando che quest'ultimo potesse non aver avuto alcun riconoscimento né da parte di Stalin né da parte della (ormai disciolta) Terza Internazionale:
A tali accuse l'Unità rispose, il 26 ottobre, con un nuovo articolo, più polemico di quello precedente e che si richiamava, fra l'altro, a Stalin per propugnare l'esigenza del più rigido centralismo:
La risposta di Bandiera Rossa pose per il momento fine alla polemica pubblica fra i due gruppi:

Copertina di Bandiera Rossa, 7 novembre 1943

La polemica scoppiò nuovamente, con toni più accesi, nella primavera del 1944 e degenerò in rissa dopo la liberazione di Roma. Osserva Corvisieri: «Non si deve però credere che alla base, soprattutto nel momento dell'azione, i rapporti tra comunisti del PCI e comunisti del M.C.d'I. fossero di contrapposizione e di rottura. Molte imprese di sabotaggio furono compiute in comune e, per di più, durante i nove mesi dell'occupazione, accadde diverse volte che i militanti rimasti sbandati per la repressione nazista, passassero da una formazione all'altra. […] È vero che si verificò qualche doloroso incidente che potrebbe testimoniare in direzione contraria, ma furono talmente pochi da poter essere considerati come l'eccezione dovuta ad elementi ultrasettari presenti sia nel M.C.d'I. che nel PCI».
Tuttavia, benché la polemica pubblica cessasse temporaneamente, la documentazione interna del PCI mostra che in questo partito si continuava a presentare il MCd'I come un gruppo di provocatori, aiutati e diretti da una «quinta colonna fascista». In un documento della federazione laziale del PCI, che risale ad aprile 1944, i militanti erano messi in guardia dal leggere Bandiera Rossa, che veniva equiparato al materiale prodotto dai servizi segreti nazifascisti. In un altro documento del novembre 1943, sempre della federazione del Lazio del PCI, si accusavano i dissidenti di venire «oggettivamente» in soccorso alla propaganda nazista e di dividere il fronte antifascista, e si poneva fra l'altro come compito ai quadri del PCI quello di provocare la disgregazione del MCd'I, liquidando quest'ultimo dalla scena politica dopo averne ricondotto al PCI la «parte sana». L'esponente del PCI Agostino Novella, in un rapporto interno del dicembre 1943, si mostrò allarmato dal fatto che nel proletariato delle borgate romane le idee di Bandiera Rossa trovassero più ascolto che quelle espresse ne l'Unità.

### La lotta partigiana da gennaio 1944 sino alle Fosse Ardeatine
I nazisti sottoposero gli arrestati nella retata di dicembre a interrogatori – accompagnati, come di consueto, da feroci torture – nel centro di detenzione di via Tasso. Li processarono sommariamente fra il 28 e il 30 gennaio del 1944, condannandone undici a morte e cinque alla reclusione nei lager tedeschi per periodi variabili fra cinque a quindici anni. Gli undici condannati alla pena capitale furono fucilati a Forte Bravetta il 2 febbraio; tutti si comportarono coraggiosamente.
Le condanne e le fucilazioni non fermarono l'attività partigiana del MCd'I: Corvisieri elenca diciassette azioni armate o di sabotaggio a gennaio 1944 e circa altrettante a febbraio. Questa attività fu però seguita da una nuova ondata di arresti: furono catturati (fra molti altri) Aladino Govoni, Ezio Lombardi, Uccio Pisino, Nicola Stame e Unico Guidoni. Per dare aiuto alle famiglie degli arrestati e dei caduti fu organizzato il Soccorso Rosso, che curò sottoscrizioni e raccolte di abiti e viveri tra le borgate romane.
Corvisieri elenca una serie di bande partigiane, affiliate a Bandiera Rossa, che operarono nel Lazio: sul Monte Boragine, in provincia di Rieti; a Poggio Mirteto; due bande a Tarquinia e nei dintorni; a Poggio Moiano e nei dintorni di Viterbo; a Zagarolo, Palestrina e Isola Farnese; alcune bande, dette "pendolari", erano inserite nell'organizzazione romana e di tanto in tanto si spostavano in provincia.
Dopo lo sbarco di Anzio, quando la liberazione di Roma sembrava imminente, Bandiera Rossa accelerò i preparativi per un'insurrezione della popolazione romana, che avrebbe dovuto precedere l'arrivo degli Alleati, e tentò di stringere rapporti anche su scala nazionale con altri gruppi politici di estrema sinistra. A questo periodo risalgono alcuni viaggi a Milano di Antonino Poce assieme ad altri rappresentanti del MCd'I, che s'incontrarono (fra gli altri) con il bordighista Onorato Damen; ma gli approcci con quest'ultimo furono infruttosi, in quanto egli era contrario alla partecipazione dei comunisti alla Resistenza, da lui considerata come un conflitto interno al capitalismo.
Alla fine di gennaio Poce e Sbardella si fecero promotori della costituzione di un nuovo gruppo armato, denominato "Armata Rossa" (dal nome dell'esercito sovietico), che aveva come scopo dichiarato l'unificazione di tutti i comunisti in un'unica forza militare che avrebbe dovuto lottare assieme agli Alleati. Nei primi mesi del 1944 questa "Armata Rossa" divenne comunque una delle più importanti forze della Resistenza romana, contando 424 partigiani durante il periodo della lotta clandestina.
L'appello fondativo dell'"Armata Rossa" puntava all'unità fra il MCd'I, il PCI e il gruppo dei cattolici comunisti. Benché strettamente legata al MCd'I, l'"Armata Rossa"  formalmente non ne faceva parte: al suo comando, oltre a Sbardella e Poce, vi erano tre comunisti che non erano membri né del MCd'I né del PCI, ossia Giordano Amidani, Otello Terzani e Celestino Avico, tutti e tre a suo tempo espulsi dal PCI. I quadri del PCI erano comunque contrari a questo progetto, da loro visto come un tentativo di minare l'unità del CLN; tuttavia alcuni militanti del PCI collaborarono occasionalmente con militanti dell'"Armata Rossa"; fra essi lo stesso Rosario Bentivegna, che in un'occasione s'incontrò con Celestino Avico al fine di ottenere esplosivi per i suoi GAP.
Alla fine di febbraio il MCd'I programmò un'azione armata assai audace per liberare dal carcere di Regina Coeli quanti più prigionieri politici fosse stato possibile; ma prima che il blitz potesse essere attuato, una nuova retata dei nazifascisti tra le file della Resistenza (conseguente alla delazione di una spia infiltratasi nel Partito d'Azione) portò alla cattura di altri otto esponenti di Bandiera Rossa e mandò in fumo l'operazione.
Secondo Corvisieri, l'attività partigiana di Bandiera Rossa in tutto il mese di marzo «fu molto intensa»: quest'autore elenca una trentina di azioni armate o di sabotaggio, in cui avrebbero, fra l'altro, trovato la morte almeno quattro soldati tedeschi.

### Via Rasella e le Fosse Ardeatine
Il 23 marzo si trovarono coinvolti loro malgrado nell'attentato di via Rasella tre partigiani di Bandiera Rossa, appartenenti a una banda formata da operai della compagnia telefonica TETI. La dinamica dei fatti al riguardo non è del tutto chiara. Secondo la versione di Orfeo Mucci, commissario politico di Bandiera Rossa, essi «stavano preparando un attentato non si sa organizzato da chi»; di questi Antonio Chiaretti ed Enrico Pascucci, dopo l'esplosione, avrebbero entrambi messo mano alle pistole per difendersi dai tedeschi che avevano iniziato a rastrellare i presenti; Chiaretti sarebbe rimasto ucciso da una raffica di mitra esplosa dai tedeschi, mentre Pascucci venne catturato e ucciso in seguito; un terzo partigiano del gruppo, Giovanni Tanzini, venne rastrellato e individuato come partigiano dalla tessera di appartenenza al gruppo rinvenutagli addosso con la perquisizione: fu poi deportato in Germania, da dove, dopo la fine della guerra, tornò vivo, ma gravemente prostrato dalla prigionia. Comunque non vi è certezza sul motivo per cui i tre partigiani si trovassero in via Rasella proprio durante l'attentato. Nel caso di Chiaretti pare accertato che non fu ucciso dai tedeschi, bensì rimase vittima della bomba.
Nell'eccidio delle Fosse Ardeatine, perpetrato dai nazifascisti il 24 marzo come rappresaglia per l'attentato di via Rasella, fu trucidato un gran numero di esponenti di Bandiera Rossa: 44 secondo l'elenco delle vittime compilato dall'ANFIM, 52 secondo Corvisieri, «1/6 del totale» di 335 secondo la stima del giornalista Silvio Antonini. Fra le vittime vi erano due membri dell'esercito (fra cui Aladino Govoni), quattro responsabili di zona (Ezio Lombardi, Eusebio Troiani, Antonio Spunticchia, Giulio Roncacci) e quattro che tenevano i contatti fra il comando centrale e le bande (Armando Ottaviani, Nicola Stame, Unico Guidoni e Uccio Pisino), più altri dieci che avevano incarichi dirigenziali di minore livello. Raffaele De Luca, prigioniero dei tedeschi al momento dell'eccidio, si salvò in quanto una guardia carceraria a lui favorevole lo dichiarò troppo malato per essere trasportato al luogo dell'esecuzione.

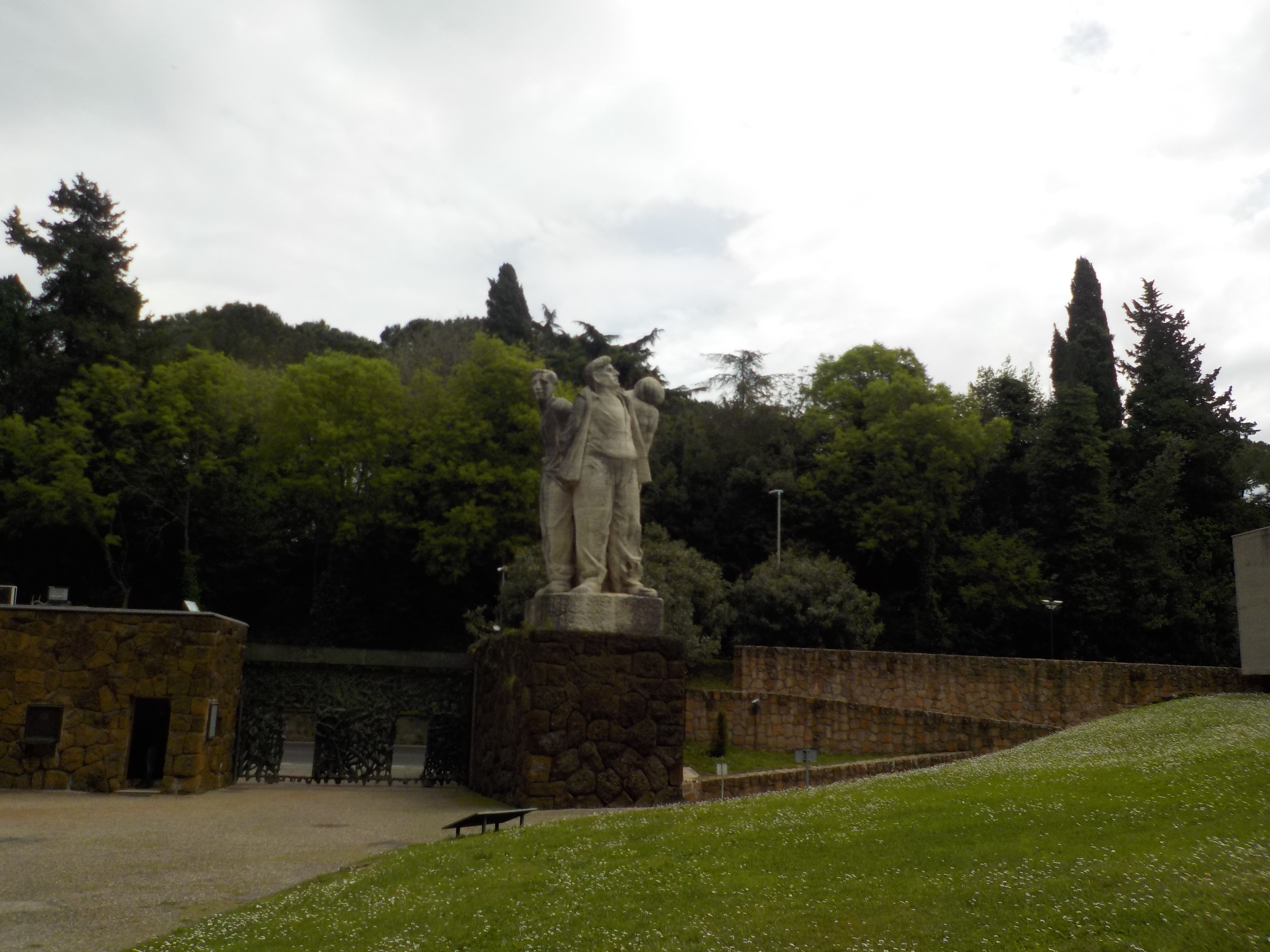
Il gruppo scultoreo all'interno del Mausoleo delle Fosse Ardeatine

L'eccidio veniva commemorato sul numero 9 di Bandiera Rossa:

### Dalle Fosse Ardeatine alla liberazione di Roma
Scrive Corvisieri che, in previsione della ritirata tedesca e per preparare l'insurrezione, «l'indomani dell'eccidio delle Ardeatine, il segretario del Comitato Romano, Orfeo Mucci, e il nuovo responsabile militare, Antonino Poce, entrambi datisi alla macchia e attivamente ricercati, s'incontrarono in una strada della città per procedere alla riorganizzazione militare di Bandiera Rossa abbandonando la divisione della città in sei zone e inquadrando tutti gli uomini in 34 concentramenti territoriali». Si decise inoltre di procedere al potenziamento dell'"Armata Rossa".
Il 2 aprile un gruppo di partigiani armati di Bandiera Rossa, composto da nove uomini e due donne, celebrò l'eccidio delle Fosse Ardeatine deponendo fiori rossi e un cartello commemorativo sul luogo del massacro. L'iniziativa fu ripetuta da altre delegazioni di Bandiera Rossa il 1º maggio e il 5 maggio: in quest'ultima occasione vi fu un breve scontro a fuoco con i soldati tedeschi di guardia.
Corvisieri elenca, nel mese di aprile, più di trenta azioni partigiane, nell'ultima delle quali (un assalto armato contro una stazione radio tedesca a Tor Sapienza) caddero i due fratelli Michele e Antonio Addario. Il 16 aprile era stato catturato dai tedeschi il comandante della seconda zona Tigrino Sabatini, che fu fucilato a Forte Bravetta ai primi di maggio. Molti militanti di Bandiera Rossa furono catturati dal nemico nel rastrellamento del Quadraro, il 17 aprile.
Pur essendo stati tenuti all'oscuro della sua preparazione, gli esponenti di Bandiera Rossa contribuirono a propagandare lo sciopero generale cittadino indetto dai partiti di sinistra del CLN per il 3 maggio, che però si risolse in un insuccesso. Sempre nel mese di maggio Corvisieri elenca poco più di trenta azioni partigiane: il 5 maggio, durante un'azione di sabotaggio alle linee telefoniche, cadde Rodolfo Cantarucci; il 17 maggio i due partigiani Paolo Rugliani e Aldo Romeo furono catturati dai tedeschi in un rastrellamento e subito fucilati.

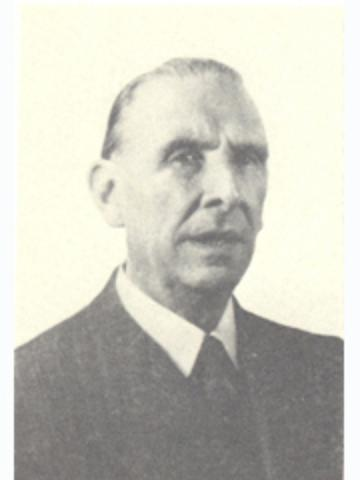
Roberto Bencivenga

Alla fine di maggio vi fu un incontro clandestino fra Antonino Poce e un ufficiale britannico. L'incontro fu organizzato dal generale Roberto Bencivenga, che a marzo era stato nominato dal governo Badoglio comandante militare della piazza di Roma e che era in buoni rapporti personali con Poce.  Nell'incontro Poce fu avvertito che sarebbe stato arrestato dagli Alleati se, in concomitanza con la liberazione di Roma, le forze partigiane comandate dallo stesso Poce si fossero rese responsabili di disordini. Poce acconsentì ad aspettare una parola d'ordine in codice da parte del comando alleato prima di dare avvio a un'insurrezione.
Ma la parola d'ordine attesa dal comando alleato non venne mai data, e anche Togliatti diffuse ai suoi un radiomessaggio contro l'insurrezione. Secondo Broder, Bandiera Rossa in realtà non aveva le forze necessarie per agire da sola: come ebbe a ricordare più tardi Otello Terzani, i militanti del movimento, che già avevano valutato negativamente l'azione dei GAP in via Rasella, non avevano alcuna intenzione di ritrovarsi in mezzo a una possibile battaglia fra l'esercito tedesco e quello alleato; sarebbe stato impossibile proteggere la popolazione romana dai combattimenti per le strade e le piazze della capitale.
Il 4 giugno 1944 Roma venne liberata senza alcuna insurrezione. Tuttavia in alcune zone della capitale vi furono limitati scontri fra gli Alleati e i tedeschi in ritirata, cui parteciparono anche partigiani di Bandiera Rossa: in alcune strade circostanti Torpignattara e Centocelle (dove il MCd'I aveva una presenza importante), militanti della "Armata Rossa" si unirono alle truppe alleate e ad altri partigiani nell'attaccare i convogli tedeschi. Quattro membri del MCd'I caddero negli scontri, fra cui Pietro Principato che fu l'ultimo partigiano caduto della Resistenza romana. Altri partigiani morirono nei bombardamenti alleati a nord della capitale, il giorno stesso della liberazione.

## Le polemiche col PCI nella primavera del 1944
L'edizione romana de l'Unità, in un articolo del 15 marzo in cui smentiva la paternità di un manifestino firmato da «un sedicente Comitato Esecutivo Comunista» (definito nell'articolo «una meschina manovra provocatoria» e attribuito alla propaganda tedesca), attaccò anche Bandiera Rossa, scrivendo che l'attività di «sparuti gruppetti cosiddetti di "sinistra" la cui irresponsabilità politica [...] si sfoga nell'assumere gli atteggiamenti estremistici più astratti e inconcludenti» andava incontro «alla propaganda hitleriana» finendo «con l'assumere una funzione obbiettivamente provocatrice».
Bandiera Rossa criticò l'attentato di via Rasella sul suo bollettino Disposizioni rivoluzionarie del 29 marzo: «L'atto terroristico non appartiene alla strategia marxista [...] la morale del proletariato, costretto dalla durissima via rivoluzionaria a non sciupare energie ma a spenderle nel modo più redditizio, afferma: che ogni atto rivoluzionario deve tener conto delle conseguenze immediate e future»; aggiungendo: «Noi non possiamo sapere che cosa fanno i comunisti del PCI pur di farsi citare da radio-Londra». Lo stesso articolo condannava i gesti eroici e gli impulsi romantici in quanto estranei alle basi collettive e di classe della rivoluzione marxista, denunciava come inammissibile il rischio di contraccolpi contro gli innocenti e argomentava che l'atteggiamento tenuto dagli attentatori di via Rasella fosse inutile e riprovevole, in quanto individualista e non comunista; infatti – continuava l'articolo – sebbene i comunisti dovessero cercare di conquistare il potere anche con la violenza, il sacrificio di sangue proletario sarebbe stato utile solo qualora avesse comportato tangibili vittorie per il solo proletariato. Occorreva dare priorità all'organizzazione collettiva anziché alle imprese militari individuali; il compito prioritario dei militanti di Bandiera Rossa, secondo l'articolo, avrebbe dovuto essere perciò la difesa attiva contro la repressione nazifascista.
Secondo Silverio Corvisieri, la direttiva (emanata qualche tempo prima) di limitarsi alle azioni difensive era motivata dall'ondata di arresti che Bandiera Rossa aveva subito fra dicembre '43 e marzo '44, a sua volta facilitata dall'inesperienza nell'attività clandestina e da una carente vigilanza nei confronti delle spie infiltrate nel movimento. L'articolo infatti precisava: «Malgrado questa direttiva che pretende dai nostri compagni non la fuga e la passività, ma la difesa attiva contro l'azione di repressione del nostro movimento, noi dobbiamo lamentare vittime che, con una più accurata vigilanza, si sarebbero risparmiate. L'azione di informazione, e sorveglianza, segnalazione e punizione dei sospetti e delle spie, va intensificata». Sempre secondo Corvisieri, i dirigenti di Bandiera Rossa erano preoccupati dalla possibilità che la loro organizzazione venisse liquidata dai nazifascisti proprio mentre stava per verificarsi la liberazione della città (per mezzo di una sperata insurrezione popolare). Corvisieri chiosa l'articolo di DR del 29 marzo sostenendo che in esso «si faceva una assurda distinzione tra atti terroristici (si alludeva a quelli dei GAP) e attentati compiuti in zone in cui tutta la popolazione era schierata con i partigiani» e «si finiva implicitamente con il condannare l'eroica impresa di via Rasella proprio nel momento in cui essa più doveva essere difesa».
L'edizione romana de l'Unità attaccò nuovamente Bandiera Rossa in un articolo del 6 aprile, in cui denunciava come una «provocazione [...] infame» di provenienza tedesca un altro falso volantino sedicente comunista diffuso dopo l'attentato di via Rasella, e concludeva scrivendo:
Secondo Corvisieri l'«inasprimento dei rapporti tra PCI e Bandiera Rossa raggiunse la punta massima nel mese di aprile», dopo la svolta di Salerno con la quale Palmiro Togliatti preparò l'entrata del PCI nel governo Badoglio. L'11 maggio Bandiera Rossa, attraverso il suo organo di stampa, espresse disapprovazione per la formazione del nuovo governo, sottopose a critiche di opportunismo la formula togliattiana della "democrazia progressiva" e ribadì la necessità di una politica rigorosamente classista e anticapitalista:
In una riunione tenutasi il 25 maggio, Francesco Cretara e Orfeo Mucci criticarono Antonino Poce per l'inabilità da lui dimostrata nel rispondere su Bandiera Rossa alle offese da parte del PCI.

## Il dopoguerra

### Contesto storico
La fine dell'occupazione tedesca non alleviò la difficile situazione sociale di Roma, in cui «era da tempo in corso un processo di disgregazione sociale provocato dalla miseria più allucinante» e caratterizzato dalla disoccupazione dilagante e dalla fame. In questa situazione accadeva che, specie nelle borgate, vari tra coloro che avevano preso le armi contro i tedeschi si dessero ora ad attività illecite come il ricatto e l'estorsione nei confronti di fascisti, industriali e proprietari terrieri, la borsa nera, il traffico di armi e di carburante, l'espropriazione di possidenti e l'esecuzione di vendette politiche. La polizia si dedicò a reprimere tutte queste attività, considerate come un mero problema di ordine pubblico, e condusse all'inizio del 1945 varie retate nelle periferie dove le bande erano più attive. Si giunse a sottoporre a processo ex partigiani non solo per fatti avvenuti dopo la liberazione, ma anche per «crimini contro la proprietà» commessi durante l'occupazione tedesca. Le autorità alleate erano inoltre preoccupate per il dubbio che non tutti i partigiani delle formazioni di sinistra (specie quelle al di fuori del CLN, come lo stesso MCd'I) avessero obbedito all'appello di consegnare le armi. Episodi quali il linciaggio di Donato Carretta e le proteste popolari seguite alla fuga del generale Mario Roatta furono indici di una persistente tensione sociale.

### Prime attività legali
Il giorno dopo l'arrivo degli Alleati il MCd'I occupò una ex stazione della PAI nel quartiere Garbatella, e successivamente due scuole abbandonate e alcuni appartamenti in via Nazionale; questi ultimi furono adibiti a quartier generale. L'organizzazione femminile del movimento, occupata una ex sede di un'associazione fascista in corso Vittorio Emanuele, diede inizio a una propria attività assistenziale, comprendente cure mediche, distribuzione di alimenti e consulenze, e avviò una scuola politica di femminismo marxista. Le risorse finanziarie per tutte queste attività provenivano da serate danzanti che Bandiera Rossa organizzava in ogni sua sezione e che ebbero molto successo (furono frequentate anche dai soldati alleati). Altri fondi per il movimento provenivano da tornei di boxe e lotterie.
Il 6 giugno apparve il primo numero distribuito legalmente di Bandiera Rossa, ove si ringraziavano gli Alleati e ci si proponeva di partecipare attivamente alla liberazione del resto dell'Italia ancora occupata dai tedeschi. Vi furono tuttavia solamente altre due uscite del periodico, in quanto il governo militare alleato negò la sua autorizzazione alla stampa, così come negò al MCd'I l'accesso alla sua trasmissione radiofonica La voce dei partiti (consentito invece ai partiti del CLN). Il PCI approfittò dell'ostilità degli alleati nei confronti delle organizzazioni che questi ultimi consideravano sovversive, al fine di perseguire il suo disegno di liquidare Bandiera Rossa dalla scena politica.
Il MCd'I, subito dopo la liberazione di Roma, avviò pubblicamente una campagna di reclutamento per "Armata Rossa", con l'intento di affiancare tale brigata partigiana all'esercito alleato che ancora combatteva contro i tedeschi. Tale campagna ebbe un certo successo, benché la cifra di 40.000 adesioni (dichiarata a luglio del '44) sia probabilmente esagerata. "Armata Rossa" iniziò anche a distribuire un suo periodico con lo stesso nome, i cui primi due numeri apparvero stampati recto-verso assieme a Bandiera Rossa: il programma politico ivi propagandato contemplava il rovesciamento della monarchia, un'economia pianificata e un governo democratico e socialista. Comunque il Governo militare alleato si allarmò per la crescita di "Armata Rossa", ordinò la cessazione del reclutamento e arrestò Antonino Poce assieme ad altri due suoi compagni; il 17 giugno una corte militare condannò Poce a tre mesi di prigione, accordandogli la libertà condizionata.

### Lo scioglimento di "Armata Rossa" e la scissione del MCd'I
La documentazione interna del PCI mostra che questo partito lavorò attivamente per sabotare "Armata Rossa", avvalendosi a questo scopo della collaborazione di Giordano Amidani. Una circolare del PCI di maggio ordinava ai suoi membri di non partecipare alle manifestazioni contro la monarchia e riaffermava la propria contrarietà agli estremisti; a giugno un rapporto interno di Agostino Novella denunciava i presunti legami di Otello Terzani con agenti provocatori. L'ordine del Governo militare alleato di cessare i reclutamenti e l'arresto di Poce convinsero Terzani che la sorte di "Armata Rossa" fosse segnata: il 2 luglio lo stesso Terzani, Amidani e Avico rilasciarono una dichiarazione congiunta con la quale scioglievano "Armata Rossa" e invitavano i suoi ex aderenti a sostenere l'attività politica dal PCI.

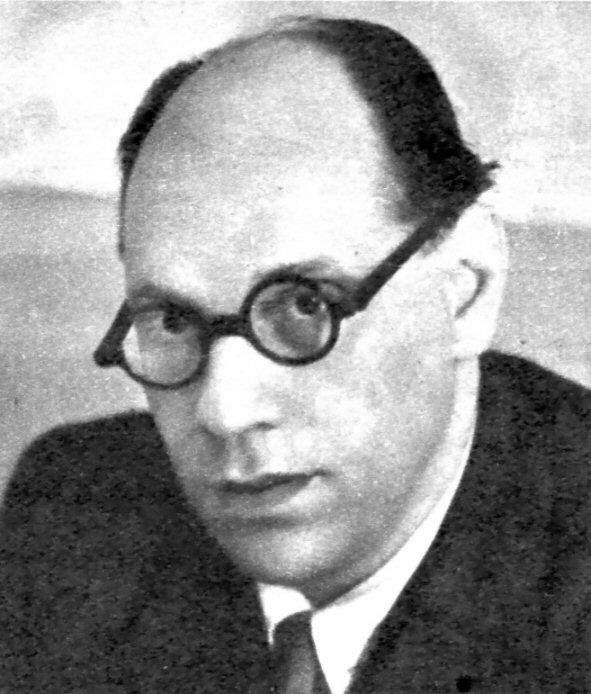
L'esponente del PCI Agostino Novella

Poce e Sbardella pubblicamente si dichiararono contrari allo scioglimento di "Armata Rossa", ma in un incontro privato con Agostino Novella (secondo il resoconto di quest'ultimo) si dissero anch'essi favorevoli alla dissoluzione e si limitarono a chiedere tempo fino al prossimo congresso del MCd'I, in cui si sarebbe deciso del rapporto del movimento con il PCI.
A questo punto Raffaele De Luca e Orfeo Mucci, dopo aver accusato Poce e Sbardella di aver capitolato troppo facilmente di fronte all'offensiva del PCI, tentarono un colpo di mano, dichiarando l'espulsione degli stessi Poce e Sbardella dal MCd'I; questi ultimi non accettarono e rivendicarono invece la guida esclusiva del movimento. Si ebbero in questo modo due leadership rivali, ognuna delle quali diramò un proprio bollettino interno con il quale decretava l'espulsione dell'altra. Mucci e De Luca mantennero il controllo del periodico Disposizioni Rivoluzionarie sul quale dichiararono che il MCd'I era ormai il «nemico numero uno» del PCI. Corvisieri commenta che con ciò «i metodi burocratici rimproverati al PCI, venivano tranquillamente applicati dagli stessi critici», e che però si trattò «di una scissione sui generis perché in definitiva le sezioni rimasero unite e gli stessi dirigenti non rupperò mai i contatti per arrivare a una ricomposizione del dissidio», ricomposizione che si ebbe già a settembre 1944.

### Il convegno di Napoli e la fine di Bandiera Rossa
Lo scioglimento della "Armata Rossa", la repressione da parte del Governo militare alleato, i conflitti interni e le molte defezioni verso altri partiti di sinistra posero seri limiti alla crescita del MCd'I. Il numero dei suoi componenti, a dicembre 1944, ammontava a circa 13.400, circa cinque volte di più che nel periodo della clandestinità, ma meno di quanto ci si potesse aspettare considerando l'intervenuta libertà di organizzazione. Sempre a fine '44 il PCI contava a Roma più di 51.200 membri e il Partito socialista più di 22.500; questi due partiti inoltre erano organizzati su scala nazionale, mentre il MCd'I aveva scarsissimo seguito al di fuori del Lazio.
Allo scopo di uscire dall'isolamento politico il MCd'I tentò a più riprese, ma senza grandi risultati, un'intesa con le forze che criticavano da sinistra il governo e il CLN. Uno di questi tentativi fu l'invio di una delegazione al convegno della Frazione di Sinistra dei Comunisti e dei Socialisti Italiani, un raggruppamento di orientamento trotskista-bordighista; il convegno si svolse a Napoli il 6 e 7 gennaio 1945 e per il MCd'I vi parteciparono (ricomposto il dissidio dell'estate precedente) Sbardella, Poce e De Luca. Tuttavia l'unificazione del MCd'I con questa "Frazione" di oppositori da sinistra della linea staliniana non andò in porto, anche perché Sbardella, nel suo intervento, affermò la giustezza della politica di Stalin e criticò il PCI sostenendo (del tutto erroneamente) che quest'ultimo partito non rifletteva gli orientamenti dei comunisti sovietici. Un opuscolo pubblicato dal MCd'I alla fine del 1944, intitolato La via maestra, aveva del resto criticato il PCI per la sua politica di collaborazione con i partiti antifascisti borghesi, ma aveva (osserva Corvisieri) «assunto una posizione giustificazionista verso le scelte compiute da Stalin», senza affatto rendersi conto dell'identità di vedute fra Stalin e Togliatti.
Per parte sua il PCI continuava a lavorare per la liquidazione politica del MCd'I, ad esempio infiltrando propri militanti nelle sezioni di Bandiera Rossa con l'obiettivo di staccarle dal MCd'I e aggregarle al PCI. Un altro espediente del Partito comunista fu quello di registrare in tribunale a proprio nome la testata Bandiera Rossa, impedendo così la ripresa delle pubblicazioni del periodico del MCd'I. Ad ogni modo, nel febbraio 1945 (dopo otto mesi di sospensione della pubblicazione) il MCd'I riuscì a stampare Bandiera Rossa sotto forma di bollettino interno, non distribuito nelle edicole. In esso, fra l'altro, si constatava la crisi della leadership del movimento (dando atto delle defezioni di dirigenti come Raffaele De Luca, Roberto Guzzo e Pietro Battara), si respingevano le accuse di «trotskismo» mosse dal PCI e si chiedeva una epurazione del MCd'I dagli «elementi spostati della declinante borghesia» nonché una difesa dalla «proliferazione teppistica» infiltratasi nel movimento
A marzo del 1946 Antonino Poce informò il Ministero dell'interno degli sforzi da lui condotti per espellere dal MCd'I i membri legati al mondo della criminalità; lo stesso Poce aveva inviato delle missive all'allora Presidente del consiglio Ivanoe Bonomi e successivamente a Ferruccio Parri allo scopo di ottenere il permesso di tornare a pubblicare legalmente un proprio periodico. Questo poté infine uscire da settembre 1945, sotto la testata L'idea Comunista. Secondo Broder, da questo nuovo giornale appare tutta la fatica che il MCd'I provava nell'affrontare il nuovo compito di trasformarsi da movimento clandestino a partito legale: la più grave mancanza era quella di una chiara e condivisa linea politica che desse al movimento il senso di una strategia collettiva.
Nel numero del 27 gennaio 1946 de L'Idea Comunista il MCd'I pubblicò, per la prima volta nella propria stampa, un articolo contenente il sospetto che Stalin, in effetti, non fosse affatto il diretto erede e continuatore dell'operato di Lenin; ma l'articolo era, più che altro, scritto in polemica con il PCI e non tentava neppure di spiegare come mai l'URSS avesse abbandonato una prospettiva genuinamente rivoluzionaria.
Il MCd'I non riuscì a presentare proprie candidature né alle elezioni per l'Assemblea costituente né alle elezioni provinciali del novembre 1946; secondo Corvisieri «il movimento si trovava ormai di fronte a difficoltà insormontabili», dal momento che gli sviluppi in senso rivoluzionario, da esso costantemente auspicati fin dal 1943, non si stavano affatto verificando secondo le previsioni

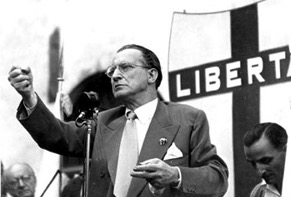
Alcide De Gasperi

La cacciata del PCI dal terzo governo De Gasperi, nel marzo 1947, agli occhi di molti militanti di Bandiera Rossa fece venir meno ogni ragione per rimanere fuori da quel partito; essi infatti avevano sempre cercato una riconciliazione col PCI a patto che quest'ultimo rompesse l'alleanza con i partiti borghesi. Il nuovo deflusso di militanti fu fatale per l'organizzazione romana del MCd'I, che per la fine dell'estate del 1947 cessò di esistere. Corvisieri scrive che «un piccolo gruppo mantenne formalmente in vita il movimento fino al 1949».

## Vicende successive degli ex dirigenti
Filiberto Sbardella chiese la tessera del PCI, ma riuscì ad ottenerla solo dopo qualche anno. Altri dirigenti passarono ad altri partiti di sinistra, come il PSI e il PSDI. Raffaele De Luca, anziano e malato, chiese anch'egli di entrare nel PCI: la federazione comunista romana accolse la sua domanda, ma la direzione del partito la respinse. Anche la domanda di adesione al PCI di Antonino Poce fu respinta.
Attorno agli anni settanta, col rifiorire delle posizioni comuniste critiche nei confronti della strategia del PCI, Felice Chilanti si occupò di riattualizzare la storia di Bandiera Rossa. Dopo aver aderito ad Avanguardia operaia, Chilanti scrisse a puntate sul Quotidiano dei lavoratori la storia del gruppo.
In tempi più vicini Orfeo Mucci collaborò con Radio Onda Rossa e nell'attività dell'Autonomia Operaia di Roma, fino alla sua morte nel 1997: in via dei Volsci a Roma vi è una targa che lo ricorda.

## Storiografia e memorialistica

### Storiografia
Il movimento Bandiera Rossa venne a lungo trascurato dalla storiografia. Corvisieri individua tre fasi nel discorso pubblico sul MCd'I: una «fase della calunnia», nel primo dopoguerra; una «fase del silenzio», per tutti gli anni cinquanta; e una terza fase, negli anni sessanta, in cui cominciò ad apparire in storiografia «qualche accenno» all'attività del MCd'I.
Nella sua Storia della Resistenza italiana, uscita in prima edizione nel 1953, lo storico comunista Roberto Battaglia attribuisce a Bandiera Rossa «carattere anarcoide e anche trotskista».
L'ampio studio di Silverio Corvisieri Bandiera Rossa nella Resistenza romana, scritto nel 1967 e pubblicato l'anno successivo, puntava a risollevare il MCd'I dall'oblio in cui era caduto, asserendo il ruolo centrale di Bandiera Rossa nella lotta partigiana nella capitale. Basato in gran parte sulla testimonianza di Orfeo Mucci (che all'epoca, come lo stesso Corvisieri, militava in Avanguardia Operaia), il libro di Corvisieri si faceva portavoce di tematiche tipiche del discorso pubblico sulla Resistenza portato avanti in quegli anni dalla sinistra extraparlamentare. Riflettendo l'atteggiamento di venerazione della lotta armata diffuso in tali ambienti, Corvisieri enfatizzava oltre misura il contributo bellico dato da Bandiera Rossa alla lotta partigiana e tendeva a considerare il valore militare dimostrato dai partigiani del MCd'I come un elemento tale da legittimare di per sé la loro linea politica.
La tesi di dottorato di David Broder, Bandiera Rossa. Communists in Occupied Rome, 1943-44, pubblicata nel 2017, si propone di tracciare una storia sociale dei comunisti a Roma durante l'occupazione tedesca. Nella lettura di Broder, il PCI poté conquistare la propria egemonia solo soggiogando altre correnti comuniste, fra cui appunto il MCd'I; quest'ultimo fu il prodotto di un massimalismo eclettico, di carattere sovversivo, sopravvissuto ai margini della società durante tutto il ventennio fascista e che trovò un seguito popolare dopo la disgregazione del regime, alimentando,  nelle borgate di Roma, forme di rivolta sociale che sarebbero perdurate anche dopo la liberazione. In contrasto con l'interpretazione di Corvisieri, per Broder la lotta partigiana non fu un elemento preminente nella strategia politica del MCd'I, i cui militanti – secondo Broder – cercarono piuttosto di evitare un confronto diretto con le forze d'occupazione tedesche, in modo da preservare integre le forze per la futura insurrezione comunista, la quale avrebbe dovuto essere il vero obiettivo delle bande armate che il MCd'I andava costituendo; queste ultime avevano inoltre uno scopo difensivo, volto a proteggere la popolazione delle borgate dalla violenza dispiegata contro di esse dai nazifascisti.
Un «significativo ridimensionamento del ruolo attivo di Bandiera Rossa nella Resistenza romana» è stato operato dallo storico Gabriele Ranzato nel suo saggio La liberazione di Roma, pubblicato nel 2019. Scrive Ranzato: «quasi del tutto prive di riscontri risultano essere le imprese vantate dal movimento [...] nei suoi rapporti prodotti [nel dopoguerra] per il riconoscimento della qualifica di partigiani dei suoi aderenti, che [...] sono [...] di attendibilità alquanto dubbia, sebbene costituiscano il corpo essenziale di vari scritti di carattere apologetico sul movimento stesso. Questo non toglie che quel movimento, come le altre formazioni della Resistenza, e forse anche di più, ebbe un alto numero di caduti; ma non si può stabilire affatto una proporzionalità diretta, per nessuna di esse, tra le loro vittime della repressione tedesca e le azioni compiute».
Per Ranzato, non può «non destare stupore che nessuna o quasi delle principali azioni rivendicate da Bandiera Rossa trovi riscontro» nelle carte di polizia. «E resta [...] da sottolineare che se le azioni rivendicate da BR fossero state effettivamente realizzate [...] molte di esse – e soprattutto quelle che sarebbero state compiute nelle stazioni cittadine – avrebbero potuto provocare delle dure rappresaglie tedesche. Per cui risulterebbe evidente la scarsa coerenza della sua condotta di lotta con la teorizzazione "antiterrorista" del Movimento stesso e la condanna che avrebbe in seguito espresso circa l'attentato di via Rasella».
Sempre secondo Ranzato, se è vero che contro gli aderenti a Bandiera Rossa «la repressione tedesca fu inesorabile», contando il movimento numerosi militanti e dirigenti catturati e fucilati, in realtà «è probabile che, più che per la sua pericolosità, Bandiera Rossa sia stata scelta dai tedeschi [...] per fare da capro espiatorio e da disincentivo all'attività resistenziale, soprattutto per la sua notevole permeabilità alle infiltrazioni e alle delazioni, di cui fu facile bersaglio, in assenza di strette regole cospirative e anche di semplici misure sufficientemente cautelative».
Ranzato riscontra, nel tempo, un cambiamento nell'atteggiamento del PCI nei confronti di Bandiera Rossa: «ostile, essendo quest'ultima concorrenziale o suppostamente "trockista", durante l'occupazione tedesca; molto più generoso in seguito, quando, soprattutto dagli anni Sessanta, si è inteso enfatizzare la partecipazione popolare alla lotta armata nella capitale».

### Memorialistica
Secondo Broder, gli ex militanti di Bandiera Rossa produssero pochi contributi sulla storia del loro movimento; lo storico inglese menziona contributi sparsi di Orfeo Mucci e di Felice Chilanti, nonché le memorie inedite di Giovanni Pepe "Dantin", il quale critica aspramente gli autori dell'attentato di via Rasella (erroneamente attribuito all'intero CLN). Sempre secondo Broder, i due volumi di memorie pubblicati da Roberto Guzzo rispettivamente nel 1945 e nel 1964 offrono un resoconto estremamente tendenzioso della storia del MCd'I, resoconto influenzato dalla successiva adesione dell'autore a posizioni nazionaliste e di destra. Guzzo fu tra i sostenitori dell'infondata teoria del complotto sull'attentato di via Rasella. In un volume intervista pubblicato nel 2001, Otello Terzani analizza criticamente la storia del MCd'I formulando contro di esso l'accusa di stalinismo.